# Гаду, Жоан
Жоа́н Куаку́ Гаду́ (фр. Joane Kouakou Gadou; 17 января 2007, Обервилье) — французский футболист, центральный защитник австрийского клуба «Ред Булл Зальцбург».

## Клубная карьера
С 2013 по 2020 год тренировался в футбольной академии клуба «Нанжи». В 2020 году присоединился к футбольной академии «Пари Сен-Жермен».
В августе 2024 года отказался подписывать профессиональный контракт с «Пари Сен-Жермен». 3 сентября 2024 года перешёл в австрийский клуб «Ред Булл Зальцбург» за 10 млн евро, подписав трёхлетний контракт. 28 сентября 2024 года дебютировал в основном составе «Ред Булл Зальцбург», выйдя на замену в матче австрийской Бундеслиги против венской «Аустрии».

## Карьера в сборной
Выступал за сборные Франции до 16, до 17, до 18 и до 19 лет. Принял участие в двух чемпионатах Европы среди юношей до 17 лет: в 2023 и 2024 году.